# Beaufortia kweichowensis
Beaufortia kweichowensis – gatunek ryby z rodziny przylgowatych (Balitoridae). W języku polskim określany jako cudaczek.
Gatunek opisał naukowo w 1931 roku Ping-Wen Fang. Początkowo autor nadał gatunkowi nazwę Gastromyzon leveretti kweichowensis, przypuszczając, że opisywany przez niego takson to podgatunek pokrewnego gatunku Gastromyzon leveretti (obecnie Beaufortia leveretti). Nazwa naukowa Beaufortia honoruje ichtiologa Lievena Ferdinanda Beauforta, który pomógł kreatorowi rodzaju podczas jego pracy w Zoölogisch Museum w Amsterdamie.
Gatunek jest endemitem Chin, gdzie zasiedla dwie rzeki chińskie: Xi Jiang oraz Zhu Jiang. 
Samice są krępe, z kolistymi płetwami, samce nieco smuklejsze. Płetwy piersiowe u samic zdają się wyrastać blisko pyska. U samców płetwy są położone nieco niżej. Ryby te ubarwione są maskująco, co chroni je na tle pokrytych glonami skał. Ryby te osiągają ok. 5 cm. 
Odżywiają się głównie glonami zeskrobywanymi ze skał. W niewoli zaobserwowano także podgryzanie roślin z np. rodzaju Anubias.  
Ryby te bardzo słabo pływają. Zamiast tego przywierają do podłoża i poruszają się dzięki swym płetwom. Umożliwiają to dobrze rozwinięte przyssawki blisko płetw oraz mięśnie płetw.   
Tarło nie jest dobrze poznane. Niekiedy samce walczą o terytoria.  
Gatunek nie ma ustalonego statusu zagrożenia – nie został poddany ocenie (NE).  
Kariotyp składa się z 48 chromosomów.  